# 科唐希
科唐希（法語：Cottenchy，法語發音：[kɔtɑ̃ʃi]）是法国上法蘭西大區索姆省的一个市镇，属于亚眠区。

## 地理
科唐希（49°48'33"N, 2°22'56"E）面积10.73 平方千米，位于法国上法蘭西大區索姆省，该省份为法国北部沿海省份，北起加来海峡省和北部省，西接滨海塞纳省和大西洋英吉利海峡，南至瓦兹省，东临埃纳省。
与科唐希接壤的市镇（或旧市镇、城区）包括：博沃、多马坦、努瓦河畔埃斯特雷、富昂康、格拉特庞什、勒米安库尔、桑昂纳米耶努瓦。

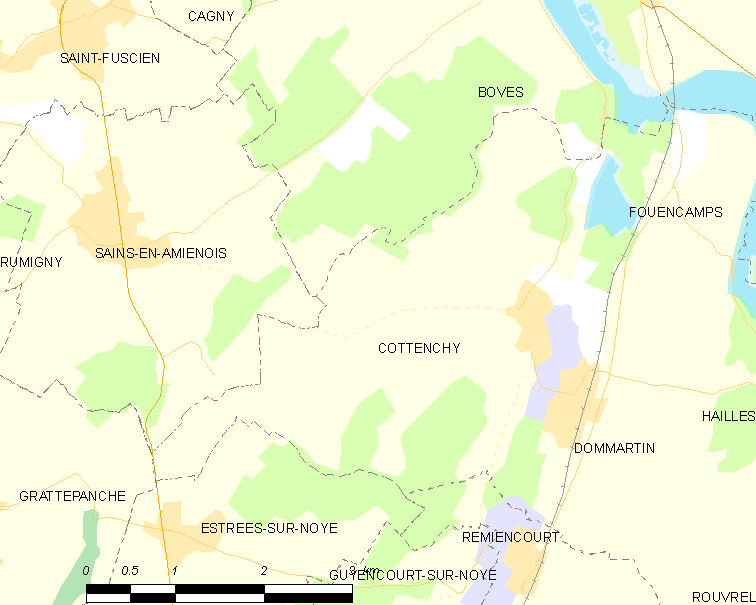
科唐希的OSM定位图

科唐希的时区为UTC+01:00、UTC+02:00（夏令时）。

## 行政
科唐希的邮政编码为80440，INSEE市镇编码为80213。

## 政治
科唐希所属的省级选区为努瓦河畔阿伊县。

## 人口

1962-2008年间科唐希人口变化图示

科唐希于2022年1月1日时的人口数量为555人。